# Danae orientalis
Danae orientalis es una especie de coleóptero de la familia Endomychidae.

## Distribución geográfica
Habita en  Japón.